# Iglesia de los Santos Celso y Julián
La iglesia de los Santos Celso y Julián (Chiesa dei Santi Celso e Giuliano) es un lugar de culto católico en Roma, ubicado en via del Banco di Santo Spirito. Fue construido en el siglo IX y luego reconstruido en el siglo XVI. Tiene la dignidad de una basílica menor.

## Historia

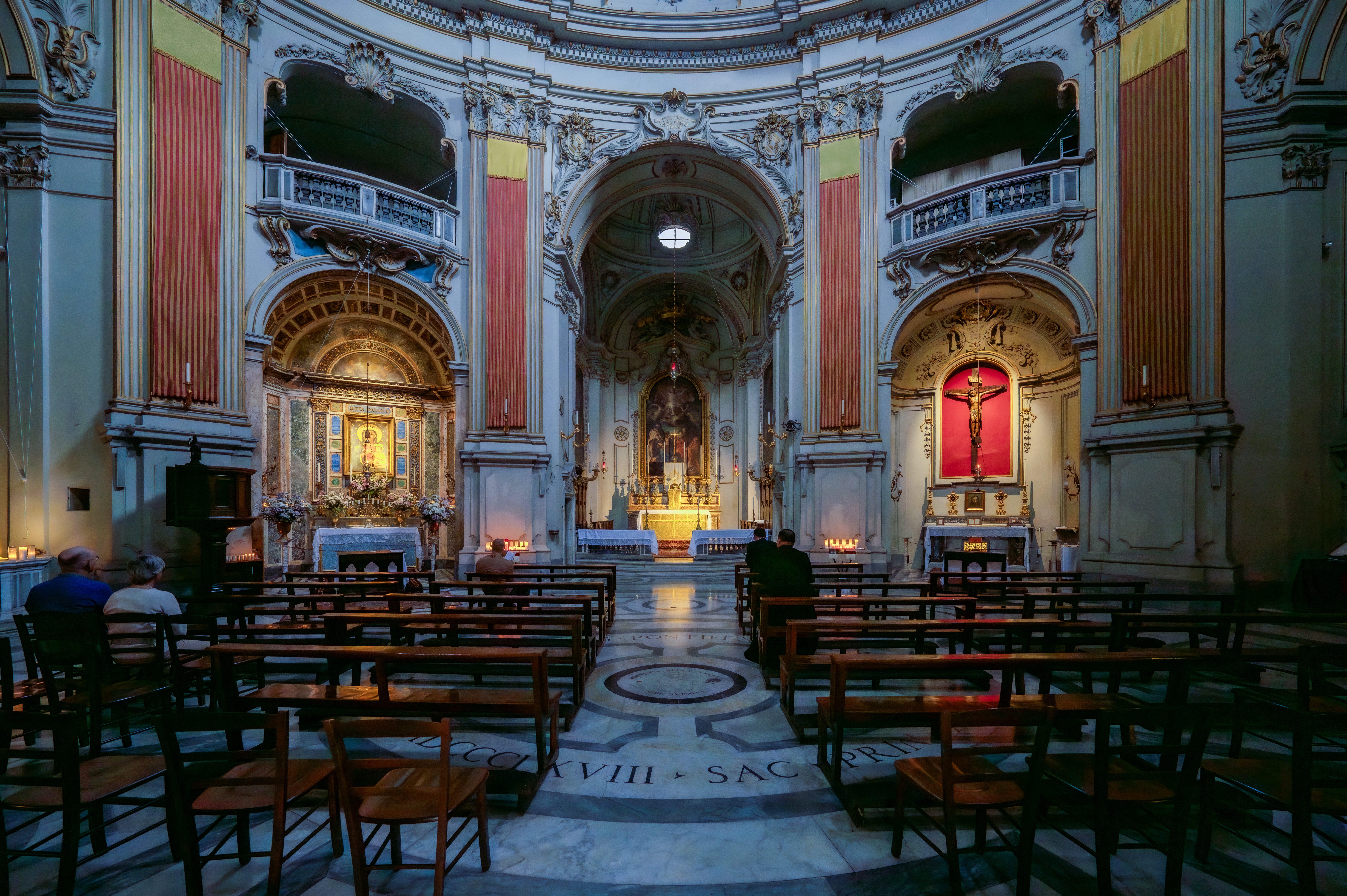
Vista del altar mayor

Se encuentra en el muy céntrico barrio de Ponte, el barrio de Banchi, de ahí el nombre de San Celso y Giuliano in Banchi, no lejos del puente de Sant'Angelo, en una zona que fue muy importante hasta el siglo XIX por estar sobre la arteria del único entre el centro de la ciudad y el Vaticano, antes de la construcción de los últimos y más modernos puentes sobre el Tíber. Mencionada desde el siglo IX, fue demolida para ser reconstruida por encargo del Papa Julio II, quien solicitó un nuevo proyecto a Donato Bramante (1509). Este diseño no se ejecutó por falta de fondos; dos siglos más tarde el Papa Clemente XII decidió reconstruirla según el proyecto de Carlo de Dominicis, terminado en 1735. La iglesia también tuvo cabildo y, siendo capilla papal desde el pontificado de Inocencio III, los canónigos fueron condecorados por Benedicto XV con el título de Capellán Secreto de Honor durante munere y por Pío XII con el título de Camarero Secreto Supernumerario. durante munere Entre los canónigos de la basílica también estaba Mons. Nazareno Patrizi, que entró en ella en 1898 y luego se convirtió en su secretario y chambelán.

## Descripción

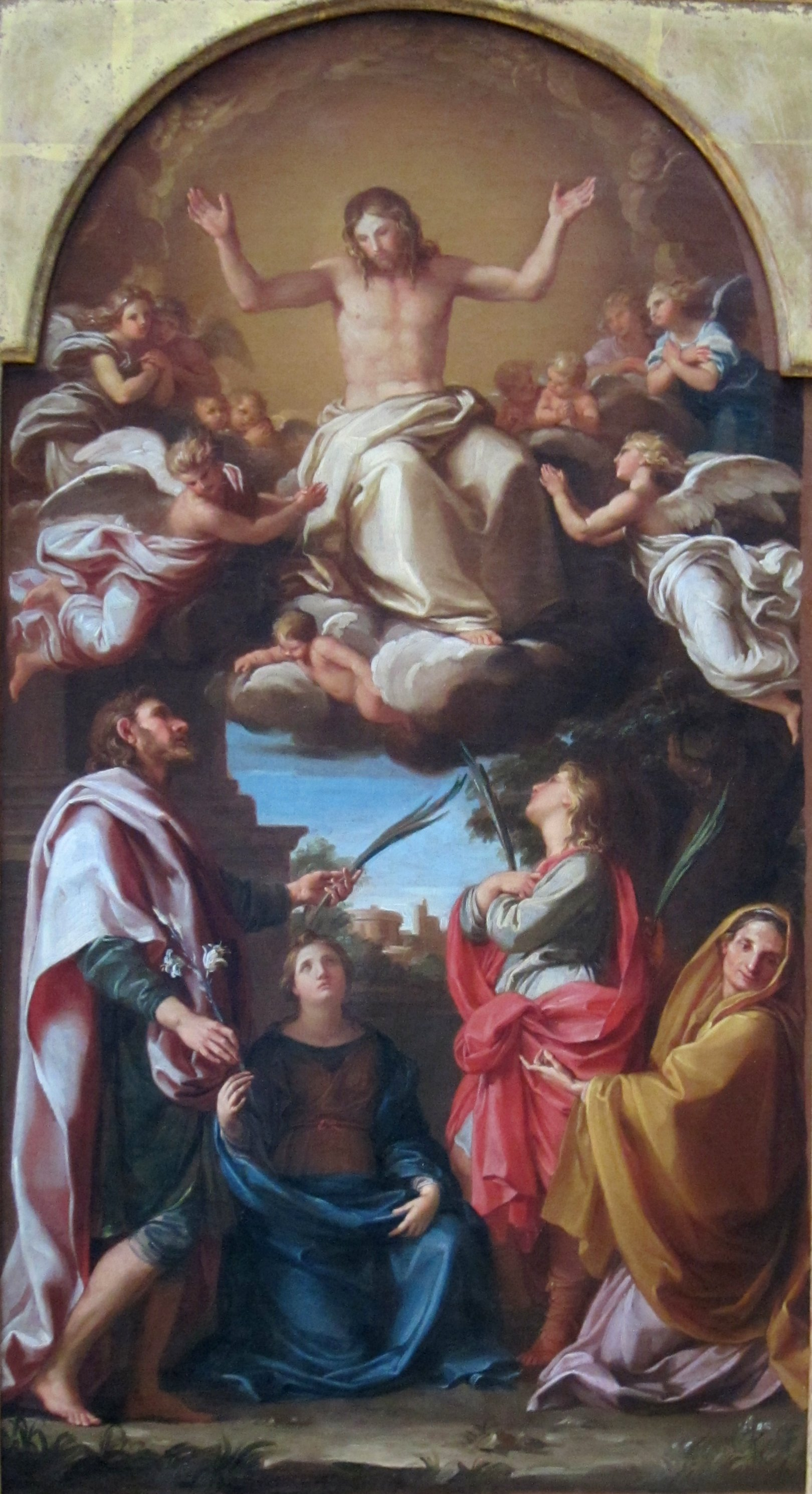
Cristo en Gloria con Santos Julián, Basilisa, Celso y Marcionilla. Pompeo Batoni, 1736-38.

Construida sobre una planta ovalada, sin olvidar el arte de Francesco Borromini, es un buen ejemplo del arte del siglo XVIII y conserva en el altar mayor un retablo que representa a Cristo en la Gloria con los Santos Celso, Giuliano, Basilissa y Marcionilla de Pompeo Batoni, obra creada en 1736.
En la primera capilla a la derecha de la entrada se encuentra el único altar sobreviviente del edificio preexistente, con reliquias de Sant'Artemia, el Papa Cornelio y Santa Gianuaria.

## Nota
1. ↑  (en inglés) Gcatholic.org Basilics in Italy
2. ↑  Cf. Archivio Segreto Vaticano, Segr. Stato, Parte moderna (1816-1822; 1846-1935) anno 1914, rubr. 5, fasc. 1
3. ↑  Il Breve pontificio venne emesso il 20 giugno 1939, cf. Archivio Storico Diocesano di Roma, Archivi di basiliche: "Ss. Celso e Giuliano"
4. ↑  Cf. D. Bracale, Mons. Nazareno Patrizi. Da Bellegra alla Corte Pontificia. Con Excursus: Araldica di Bellegra e pubblicazione dei componimenti di Mons. Nazareno Patrizi A Benedetto XV nella sua festa onomastica del 25 luglio 1919 e Sacro Ritiro Francescano, Roma 2020, pp. 24-59

## Artículos relacionados
- Pompeo Batoni

- Datos: Q1849406
- Multimedia: Santi Celso e Giuliano (Rome) / Q1849406